# Nicola Loda
Nicola Loda (Brescia, 27 de juliol del 1971) va ser un ciclista italià que fou professional entre 1994 i 2006. Va destacar com a esprínter i la seva principal victòria va ser al Dekra Open Stuttgart.

## Palmarès
- 1992
  - 1r al Giro delle Valli Aretine
- 1993
  - 1r al Trofeu Ciutat de Castelfidardo
- 1999
  - Vencedor d'una etapa de la Volta a Dinamarca
- 2000
  - 1r al Dekra Open Stuttgart i vencedor d'una etapa
  - Vencedor d'una etapa de la Volta a Luxemburg
  - Vencedor d'una etapa del Gran Premi del Midi Libre
- 2002
  - Vencedor d'una etapa del Giro Riviera Ligure Ponente
- 2003
  - Vencedor d'una etapa de la Volta a Luxemburg

### Resultats al Tour de França
- 1995. 100è de la classificació general
- 1997. 110è de la classificació general
- 2001. 99è de la classificació general
- 2002. 121è de la classificació general
- 2003. Abandona (8a etapa)

### Resultats al Giro d'Itàlia
- 1995. 90è de la classificació general
- 1996. 56è de la classificació general
- 1997. 44è de la classificació general
- 1998. 46è de la classificació general
- 1999. No pot sortir (per tenir l'hematòcrit per sobre el 50%)
- 2004. 74è de la classificació general

### Resultats a la Volta a Espanya
- 1996. Abandona
- 2000. 97è de la classificació general
- 2002. 88è de la classificació general